# Jan Neckers
Jan Neckers (Mechelen, 1944) is een Vlaamse geschiedkundige en columnist.
Neckers studeerde af als regent Nederlands-Engels-Economie en werkte van 1965 tot 1977 bij de afdeling Boekhouding van de toenmalige BRT, waar hij uiteindelijk afdelingshoofd werd. Ondertussen studeerde hij geschiedenis aan de VUB waar hij in 1976 afstudeerde als licentiaat.
Tussen 1977 en 1998 werkte hij als journalist en producer bij de openbare omroep waar hij vooral historische televisieprogramma's verzorgde, die hij soms zelf presenteerde: Geschiedenis van de kleine man, Geschiedenis en Instellingen van de VS en van Rusland en de Sovjetunie, De Bevrijding, Als een wereld zo groot waar uw vlag staat geplant, De Verbeulemansing van Brussel en de wekelijkse historische rubriek Boulevard.
Zijn benadering van de geschiedenis was duidelijk getekend door zijn vorming aan de VUB, waar hij o.a.les kreeg van marxistisch geïnspireerde historici als Els Witte.
Neckers heeft een grote opera- en belcantoverzameling en schrijft tegenwoordig als criticus voor het Duitse operablad Orpheus en het Britse maandblad The Record Collector. Als columnist schreef hij wekelijks voor 't Pallieterke, tot in januari 2022. De samenwerking met dit blad eindigde nadat de redactie een stuk geweigerd had uit vrees voor gerechtelijke vervolging.

## Onderscheidingen
- Bert Leysenprijs voor beste documentaire met De Bevrijding
- Grote Prijs van de radio- en tv-critici voor het beste tv-programma met Als een wereld zo groot waar uw vlag staat geplant